# Petr Johana
Petr Johana (né le 1er novembre 1976 à Most, République tchèque) est un footballeur international tchèque. Il joue au poste de défenseur central.
Il a joué entre autres pour le FK SIAD Most, le FC Slovan Liberec et l'AC Sparta Prague.
Il a eu la chance de jouer à 13 reprises avec l'équipe nationale de République tchèque.